# Middleville (Michigan)
Middleville – wieś w Stanach Zjednoczonych, w stanie Michigan, w hrabstwie Barry.